# Teoman
Teoman (født 20. november 1967 i Giresun, Tyrkiet), hvis fulde navn er Fazli Teoman Yakupoğlu, er en tyrkisk rockmusiker og sangskriver.
Han er enebarn, og hans advokatfar døde, da han kun var 2,5 år.
Hans musikstil er akustisk rock og soft rock. Han har også medvirket i film.
Han får sin inspiration fra området Beyoğlu, der ligger i Istanbul.

## Filmografi
- Mumya Firarda, (2002)
- Banka, (2002)
- Balans ve Manevra, (2004)
- Romantik, (2007)

## Diskografi

### Albums
- Teoman (1996)
- O (1998)
- Onyedi (1999)
- Gönülçelen (2001)
- Teoman (2003)
- En güzel Hikayem (2004)
- Best of Teoman (2004)
- Renkli Rüyalar Oteli (2006)
- Söz Müzik Teoman (2008)
- Insanlık Halleri (2009)

### Remix og singler
- Remixler (2001)
- İstanbul`da Sonbahar Remixler (2002)
- Remixler (2002)
- Duş Remixler (2005)

### Soundtracks
- Balans ve Manevra (2006)
- Romantik (2007)